# Метрополитен опера
Метрополитен опера (енгл. Metropolitan Opera, скраћено The Met) је оперска кућа у Њујорку, основана 1880. Тренутни музички директор је Јаник Незет-Сегвин.
Годишње се у Метрополитен опери изведе око 220 оперских представа. Оперска сезона траје од касног септембра до раног маја. Опера делује као једна од 12 организација у оквиру Линколновог центра у Њујорку.
Метрополитен опера је највећа установа која се бави класичном музиком у САД. Огромни ансамбл опере састоји се из великог симфонијског оркестра, хора, дечјег хора, балетске трупе и бројних индивидуалних певача. Многи чувени певачи су остварили светску славу наступима у Метрополитену. Примери су: Лучано Павароти, Рене Флеминг и Пласидо Доминго.
Метрополитен опера угостила је неколицину српских оперских певача: Радмила Бакочевић, Бисерка Цвејић, Жељко Лучић, Давид Бижић, Милена Китић, Милка Стојановић, Милијана Николић.